# O Estado do Maranhão
O Estado do Maranhão foi um jornal brasileiro editado na cidade de São Luís, capital do Estado do Maranhão (daí o nome do jornal). Pertencia ao Grupo Mirante, da família Sarney. O jornal só surgiu em 1º de maio de 1973, em substituição ao Jornal do Dia.
Foi considerado o principal jornal do Maranhão, posto a qual vinha perdendo desde 2000, com queda de assinantes e vendas do jornal (por ser uns dos mais caros do estado) e da censura da cobertura de recentes escândalos da própria Família Sarney, inclusive concorrência de outros jornais (seus principais concorrentes são O Imparcial e Jornal Pequeno).

## História
Em 1973, depois que o então ex-governador do Maranhão José Sarney e seu amigo pessoal Bandeira Tribuzi compraram o Jornal do Dia, que foi fundado em 1959, decidiram mudar nome do jornal em homenagem ao Maranhão: O Estado do Maranhão, porém decide que o ano de 1959 é o início do jornal.
Depois da morte de Tribuzi, em 1977, Sarney passou a então controlar de fato o jornal. Existe até hoje uns dos que levaram ao controverso controle da Família Sarney ao jornal, pois familiares de Tribuzi exigem a devolução do controle do jornal, que alega que ele foi seu real fundador.
Em 1987, o jornal se moderniza, como outros jornais do Eixo Rio-São Paulo, substituindo as máquinas de escrever por computadores, que hoje são ultrapassados.
Em 1993, o jornal adota as cores na capa e contra-capa, incluindo seção Cidade, Caderno A (hoje Alternativo) e Classificados (hoje Classificadão).
Entre 1995 a 1999, usa o slogan O Jornal de Verdade. Desde 1999, usa o atual O Nosso Jornal.
Em 1º de maio de 2009, o jornal torna-se o primeiro do Maranhão (e uns dos primeiros do Norte-Nordeste) a imprimir em cores em todas as páginas, a maior mudança desde que o jornal adotou cores em 1993, mas por conta do alto preço para tiragem, desiste do padrão adotado três meses depois, porém retomaria anos mais tarde.
Em 2017 por conta das medidas de contenção de gastos do Grupo Mirante, o jornal deixa de publicar a edição dominical passando a publicar edições conjuntas de fim de semana com circulação aos sábados.
Em outubro de 2021 o Grupo Mirante anunciou em comunicado o encerramento das atividades impressas do jornal depois de 62 anos de circulação. A sua última edição impressa circulou no final de semana dos dias 23 e 24 de outubro. Com isso, todo o seu conteúdo foi migrado para o Imirante, portal de notícias do Grupo e o seu acervo de edições passou a ser disponibilizado gratuitamente no mesmo portal e no aplicativo.

## Controvérsias
O jornal foi bastante criticado pelos políticos (ex-sarneístas e da oposição) e da opinião pública, por conta de ignorar escândalos de corrupção da própria família, fazer uso político em época de eleição, publicar falsas notícias com fins eleitorais contra políticos as quais Sarney e aliados não se dão muito bem pessoalmente. As críticas são:
- Em 1994, o jornal fez campanha aberta a então candidata, Roseana Sarney, prevendo vitória no 1º turno, o que não ocorreu. Ela venceu no 2º turno em meio das acusações de fraude eleitoral até hoje. O jornal repetiu em 1998.
- Em 2002, o jornal ignorou abertamente o Escândalo da Lunus, ao contrário de outros jornais, que envolvia a Roseana e o marido Jorge Murad Júnior. No mesmo ano, fez campanha ao aliado sarneísta José Reinaldo Tavares contra Jackson Lago.
- Em 2003, o mesmo jornal que fez campanha a José Reinaldo, passou fazer críticas ao governo, quando não atendia interesse da Família Sarney. Constante ataque dos meios de comunicação da Família Sarney, agravado pelos atritos da esposa Alexandra a Roseana, foram uns dos fatores do rompimento de Tavares com Sarney em maio de 2004, que a partir disso, o jornal dedicou publicar falsas notícias de corrupção do governo.
- Em 2006, o jornal fez cobertura tedenciosa a favor de Roseana e contra Jackson Lago, inicialmente publicando que ela venceria no 1º turno folgada de acordo com o IBOPE, o que não se confirmou. No 2ª turno, o jornal repetiu novamente o mesmo esquema e Roseana, que apesar ter ganho no 1º turno com menos de 50% dos votos, perdeu de virada para Lago no 2º turno.[2]
- Em 2009, em meio ao novo escândalo envolvendo membros da família no Senado (como não poderia ignorar o escândalo das anteriores), o jornal praticamente distorceu grosseiramente as versões de notícias apresentada pela imprensa nacional (o jornal dedicou-se a esconder dos maranhenses, especialmente na Grande São Luís, as graves acusações de Sarney com nepotismo, conta no exterior, desvio de dinheiro público e tráfico de influência, sob alegação que as denúncias são feitas pela oposição para atingir Sarney e o Governo Lula, que são aliados), enquanto os principais concorrentes O Imparcial (dos Diários Associados, um grupo nacional sem ligação direta com políticos locais) e o Jornal Pequeno (alinhado com qualquer liderança que se oponha aos Sarney), faziam coberturas isentas dos escândalos,[3] que por coincidência, tiveram vendagem dos jornais aumentada naquele período. Só no mês de julho, sete notícias foram distorcidas, segundo a revista Veja.[4]